# Dobrynja († 1117)
Dobrynja († 6. Dezember 1117) war Statthalter von Nowgorod (bis 1117).

## Leben
Dobrynja kam wahrscheinlich aus der Familie der Statthaltern von Nowgorod als Nachfahren von Dobrynja, dem Onkel von Wladimir dem Großen.
Über sein Leben gibt es keine Nachrichten.
Er war Statthalter von Nowgorod.
Am 6. Dezember 1117 starb er.